# مگس عشق‌باز
مگس عشق‌باز (نام علمی: Plecia nearctica) نام یک گونه از زیرراسته نخ‌شاخکان است.
گونه‌ای از حشرات دوبال هستند که بیشتر در مناطق جنوب شرقی ایالات متحده دیده می‌شوند، به‌ویژه در ایالت‌هایی مثل فلوریدا، تگزاس و لوئیزیانا.
✅ ویژگی‌ها و ظاهر
	•	کوچک هستند (حدود ۶ تا ۹ میلی‌متر طول دارند).
	•	بدنشان سیاه است و بال‌های شفافی دارند.
	•	قسمت سینه آن‌ها (به‌ویژه در نرها) ممکن است کمی قرمز یا نارنجی باشد.
	•	در فصل جفت‌گیری، اغلب جفت نر و ماده را به هم چسبیده می‌بینی، چون بعد از جفت‌گیری، گاهی چندین روز همچنان به هم وصل می‌مانند. دلیل همین رفتار است که به آن‌ها «Lovebugs» می‌گویند.
✅ رفتار و زیستگاه
	•	دو دوره اوج فعالیت در سال دارند: یکی در بهار (اردیبهشت-خرداد) و دیگری در اواخر تابستان (شهریور-مهر).
	•	جذب نور و گرما می‌شوند و به همین دلیل در اطراف جاده‌ها و خودروهای در حال حرکت دیده می‌شوند.
	•	اگرچه در تعداد زیاد آزاردهنده هستند (مثلاً لکه روی شیشه خودرو ایجاد می‌کنند)، اما نیش نمی‌زنند و برای انسان خطرناک نیستند.
	•	در طبیعت نقش تجزیه‌کننده مواد آلی را ایفا می‌کنند. لاروهایشان از بقایای گیاهی و مواد پوسیده تغذیه می‌کنند و به حاصلخیزی خاک کمک می‌کنند.
✅ مشکلاتی که ایجاد می‌کنند
	•	هنگام پرواز جمعی، روی خودروها برخورد می‌کنند و اجسادشان باعث ایجاد لکه‌های اسیدی می‌شود که اگر سریع تمیز نشود، ممکن است به رنگ خودرو آسیب بزند.
	•	در برخی مناطق، تعدادشان آن‌قدر زیاد است که دید رانندگان را مختل می‌کند.